# Manuel Lisa
Manuel Lisa, noto anche come Manuel de Lisa (New Orleans, 8 settembre 1772 – Saint Louis, 12 agosto 1820), è stato un esploratore, commerciante di pelli ed agente indiano spagnolo.
Fu tra i fondatori a Saint Louis della Missouri Fur Company, una delle prime ditte di commercio delle pelli. Lisa si guadagnò il rispetto delle tribù di nativi americani della regione del fiume Missouri, come Teton Sioux, Omaha e Ponca.
Dopo essere stato nominato agente indiano durante la guerra anglo-americana, Lisa utilizzò la sua influenza sulle tribù per incoraggiarle ad allearsi con gli Stati Uniti e combattere le tribù alleate del Regno Unito. Nonostante fosse già sposato con una donna europeo-americana di St. Louis, dove tenne la residenza, nel 1814 Lisa sposò Mitain, figlia di Grande Alce, capo degli Omaha, nel corso di un'alleanza. Ebbero due figli, trattati da Lisa in modo equo rispetto ai figli ufficiali nel suo testamento.

## Gioventù
Si conosce poco dei primi anni di vita di Manuel Lisa, ma si crede che sia nato nel 1772 a New Orleans, allora parte della Louisiana spagnola. Fu ceduta alla Spagna dalla Francia dopo la vittoria britannica nella guerra dei sette anni, quando i britannici ricevettero dalla Spagna la Florida in cambio delle terre francesi ad ovest del fiume Mississippi. Il padre, Christoval de Lisa, nacque in Murcia, in Spagna, mentre la madre, Maria Ignacia Rodriguez, proveniva da una famiglia coloniale di St. Augustine (Florida). È probabile che Christoval giunse in Louisiana spagnola al servizio del governatore Alejandro O'Reilly, il quale avviò la propria tenuta nel 1769.
Nel 1789 Manuel Lisa commerciava lungo il Mississippi a New Madrid; la successiva citazione di Manuel Lisa fu di nuovo a New Madrid dopo il ritorno dal commercio sul Wabash.

## Matrimonio e famiglia
Nel 1796 Lisa sposò Polly Charles Chew (m. 1817), una giovane vedova di New Orleans. Dopo aver ottenuto una concessione terriera in Missouri si trasferì a Saint Louis, centro del fiorente commercio locale di pelli fondato dai coloni francesi provenienti anche da New Orleans. Polly Lisa visse in città con i tre figli mentre il marito compì lunghe spedizioni in vari territori indiani nella parte alta del fiume Missouri.
Dopo aver fondato Fort Lisa attorno al 1813, dove oggi si trova Omaha, Lisa cercò di stringere alleanze con le tribù locali come quella degli Omaha. Dopo essere stato nominato agente indiani della zona dal governatore del territorio del Missouri, nel 1814 Lisa sposò Mitain (scritto anche Mitahne), figli di Grande Alce, capo degli Omaha fino al 1846. Entrambi lo videro come un'alleanza strategica. Lisa e Mitain ebbero due figli, Rosalie e Christopher, nati negli anni successivi alle spedizioni di Lisa ed al passaggio dell'inverno a Fort Lisa.
"Parentele e legami di affinità si dimostrarono più che utili per i commercianti. Furono una fonte di potere ed un modo per ottenere successo nel commercio". Solo i commercianti furono scelti per sposare donne di ceto alto, come le figlie dei capi, dato che i capi vedevano in questi matrimoni un modo per incrementare il proprio potere. Avendo gli Omaha un sistema patrilineare, i figli di Lisa e Mitain furono considerati "bianchi" come il padre. La tribù li protesse, ma a meno che non venissero adottati da qualche uomo della tribù non sarebbero stati considerati Omaha e non avrebbero avuto un posto nel clan, l'unità base della famiglia.
Polly Chew Lisa morì nel 1817 a Saint Louis mentre Manuel Lisa era impegnato in una spedizione. Al suo ritorno l'anno dopo, il 5 agosto 1818, Lisa sposò la vedova Mary Hempstead Keeny, sorella del suo amico avvocato Edward Hempstead. Essendo vedova era migrata con i genitori ed i fratelli dal Connecticut per unirsi ai quattro fratelli già in Missouri.
Nel 1819 Lisa portò con sé la sua nuova moglie Mary in una nuova spedizione e durante l'inverno a Fort Lisa, in Nebraska. Tentò di ottenere la custodia dei figli avuti da Mitain. Lei gli permise di riportare Rosalie a Saint Louis l'nno dopo per farla studiare alla scuola cattolica, ma si rifiutò di consegnargli Christopher. Lisa citò sia Rosalie che Christopher nel proprio testamento, assieme ai figli della prima moglie Polly Chew. Solo Rosalie Lisa Ely (circa 1815-1904) sopravvisse fino all'età adulta, si sposò ed ebbe figli.

## Terra nel territorio della Louisiana
Nel 1799 Manuel Lisa chiese una concessione terriera. Secondo la sua lettera indirizzata al governatore spagnolo, Manuel l'avrebbe voluta "su una delle rive del fiume Missouri, in un luogo dopo si potessero trovare piccoli torrenti che sfociavano nel suddetto fiume, in modo da facilitare l'allevamento di bestiame e, nello stesso tempo, poter trasportare la carne salata ed essiccata nella capitale. Dopo aver ricevuto la concessione Manuel Lisa e la moglie si trasferirono a Saint Louis dove acquistarono una casa a Second Street nei pressi del fiume Mississippi.

## Prime spedizioni commerciali
Lisa si trasferì probabilmente a Saint Louis per entrare nel commercio delle pelli, principale commercio della regione. Nel 1802 aveva ottenuto dagli ufficiali francesi il monopolio con la nazione Osage. Il monopolio era stato in precedenza di Auguste Chouteau, il colono francese che per primo si insediò a Saint Louis. Dopo l'acquisto della Louisiana e l'annessione del territorio agli Stati Uniti d'America, la relazione tra Lisa e gli ufficiali governativi non fu così forte. Lottò con Pierre Chouteau, importante membro della famiglia fondatrice, che si era guadagnato il titolo di agente indiano. Chouteau ed il fratello era diventati ricchi con il commercio delle pelli.
Lisa aveva una relazione difficile con James Wilkinson, allora governatore del territorio della Louisiana. Wilkinson, che si scoprì poi essere una spia della corona spagnola, rifiutò la richiesta di Lisa di creare rotte commerciali per Santa Fe (Nuovo Messico), allora ancora sotto il dominio spagnolo. Nel 1806 Wilkinson avvisò Zebulon Pike, impegnato nella spedizione Pike, di impedire a Lisa di commerciare con Santa Fe.
Contrastato dal governo e dalla famiglia Chouteau, Lisa iniziò ad organizzare una spedizione commerciale nella parte alta della regione del Missouri. Nella prima spedizione, partita nell'aprile 1807, Lisa ed i suoi 42 uomini risalirono il Missouri fino a raggiungere la foce dello Yellowstone. Dopo aver risalito lo Yellowstone per circa 260 km Lisa fondò una trading post il 21 novembre alla foce del Bighorn nell'odierno Montana. Chiamato Fort Raymond in onore di suo figlio (noto anche come Fort Manuel), fu il primo avamposto simile nella regione dell'alto Missouri.
Lisa incaricò John Colter di esplorare la regione e commerciare con la vicina tribù Blackfoot. Durante l'esplorazione Colter divenne il primo europeo conosciuto a visitare l'attuale parco nazionale di Yellowstone. Parlò di quello che chiamò inferno di Colter (Colter's Hell).
Nel luglio In 1808, dopo un'ottima stagione commerciale, Lisa partì da Fort Raymond lasciando dietro di sé un piccolo gruppo di uomini per l'inverno. Nonostante le operazioni fossero vantaggiose per Lisa, l'avamposto subì frequenti attacchi da parte dei Blackfoot. In questi anni di spedizioni di Lisa in alto Missouri la moglie Polly ed i figli vissero a Saint Louis.

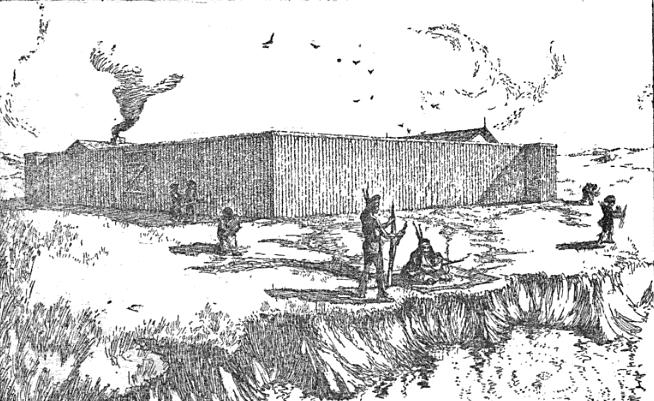
Disegno di Fort Lisa, North Dakota

## Creazione della Missouri Fur Company
Al suo ritorno a Saint Louis nell'agosto del 1808, Lisa fondò la Missouri Fur Company (a volte chiamata St. Louis Missouri Fur Company), una joint venture con Jean Pierre Chouteau, Pierre Chouteau Jr., William Clark, Andrew Henry ed altri famosi commercianti di Saint Louis. Jean Pierre Chouteau proveniva da New Orleans, e così i due avevano legami con la locale comunità francese e spagnola creola. La compagnia fu creata come accordo temporaneo, progettata per essere sciolta o riorganizzata dopo tre anni.
Nella primavera del 1809 Lisa tornò a Fort Raymond con una grossa spedizione composta da 350 uomini, circa la metà dei quali statunitensi, ed il resto franco-canadesi o creoli. Avevano 13 barche e chiatte caricate con cibo, munizioni ed oggetti da scambiare con gli indiani, e la risalita del Missouri fu lenta. Lisa trasferì il contenuto del forte alla nuova compagnia ed abbandonò l'avamposto.
Con l'aiuto di buona parte dei suoi uomini Lisa costruì il primo Fort Lisa (chiamato anche Fort Manuel) nei pressi dell'attuale Bismarck (Dakota del Nord). Si trovava vicino al villaggio di Gros Ventre tra le foci del Little Missouri e del Knife. Dopo che il nuovo forte fu costruito, Lisa tornò a Saint Louis nell'ottobre 1809. L'anno dopo risalì il fiume fino a Fort Lisa ed iniziò il commercio. Tornò a Saint Louis nell'autunno del 1810.
Nell'aprile del 1811 Lisa iniziò l'ultima spedizione dei primi tre anni della Missouri Fur Company con due obiettivi: trovare l'allora perduto commerciante Andrew Henry e trasportare le proprietà rimaste a Fort Lisa fino a Saint Louis. La spedizione divenne famosa quando le sue barche rubarono il Missouri alla rivale spedizione Astor guidata da William Price Hunt per conto della American Fur Company, fondata tre settimane prima. Lisa rimase tra le tribù Mandan e Arikara fino al ritorno di Henry, ed insieme a lui tornò a Saint Louis alla fine del 1811.
Quando la Missouri Fur Company fu riorganizzata nell'inverno del 1811-1812, Lisa divenne il più importante tra i soci. Quell'anno costruì una casa in mattoni a Saint Louis per sottolineare il proprio successo. In precedenza aveva costruito un magazzino in pietra per la propria ditta di pelli, rimasto in piedi fino alla fine degli anni 1930 quando fu demolito per permettere nuovi sviluppi.
Nel maggio 1812 Lisa tornò a Fort Lisa e vi commerciò fino al ritorno a Saint Louis il 1º giugno 1813. Lisa si trovava a Fort Lisa in Dakota del Nord quando Sacajawea, storica interprete e guida della spedizione di Lewis e Clark, morì nel forte il 20 dicembre 1812. Fu sepolta qui.
Durante il viaggio costruì un nuovo forte a valle del fiume, chiamato anch'esso Fort Lisa in quella che oggi è Omaha. In quel periodo Lisa divenne il primo colo statunitense conosciuto del Nebraska. Il suo avamposto divenne uno dei più importanti della regione e la base per il successivo sviluppo della principale città del Nebraska.

## Guerra anglo-americana
Nel giugno 1812 il Congresso degli Stati Uniti d'America decise di dichiarare guerra al Regno Unito. Dopo il suo ritorno a Saint Louis nel 1813, Lisa seppe del timore che gli agenti britannici convincessero le tribù dell'alto Missouri ad attaccare gli insediamenti nei territori settentrionali ed occidentali. La guerra fece crollare il commercio delle pelli con le tribù settentrionali su entrambi i lati del confine. Nel 1813 i britannici ed i loro alleati nativi americani bruciarono il Fort Lisa del Dakota del Nord. Come altri commercianti Lisa dovette sospendere le operazioni durante la guerra.
All'inizio del 1814 William Clark, governatore del territorio del Missouri, nominò Lisa agente indiano per le tribù situate sopra la foce del Kansas con un salario annuo di 548 dollari. Lisa partì per Fort Lisa in Nebraska, dove strinse un'alleanza tra Stati Uniti d'America e le tribù indiane del Missouri quali Omaha e Ponca. Fu particolarmente efficace tra i Teton Sioux a monte del fiume nell'attuale Minnesota, che si prepararono ad attaccare le tribù alleate con i britannici. Mentre si accordava con queste tribù, nel 1814 Lisa sposò Mitain. Era la figlia di Grande Alce, principale capo degli Omaha. Lisa era ancora sposato legalmente con Polly, la prima moglie, ma gli europei-americani prendevano spesso mogli locali per farrorzare i legami con i nativi.
In seguito il governo statunitense riconobbe a Lisa il suo lavoro come "grande servizio nell'evitare l'influenza britannica" nell'area settentrionale. Dopo la fine della guerra nel 1815, Lisa riprese il commercio passando ogni inverno a Fort Lisa, Nebraska. Alla fine ebbe due figli da Mitain: Rosalie e Christopher.

## Vecchiaia
Dopo la guerra la reputazione di Lisa a Saint Louis migliorò grazie al successo nel commercio delle pelli e per aver aiutato gli statunitensi. Nel 1815 invitò in città 43 capi nativi di varie tribù che abitavano la zona tra il Mississippi ed il Missouri in modo da rafforzare l'alleanza, e li ospitò per tre settimane. Li condusse a Portage des Sioux per incontrare i commissari William Clark, Edwards e Auguste Chouteau e firmare trattati di amicizia. Circa due settimane dopo ospitò altri 24 capi Pawnee, Missouri e Sioux prima della firma di un nuovo trattato.

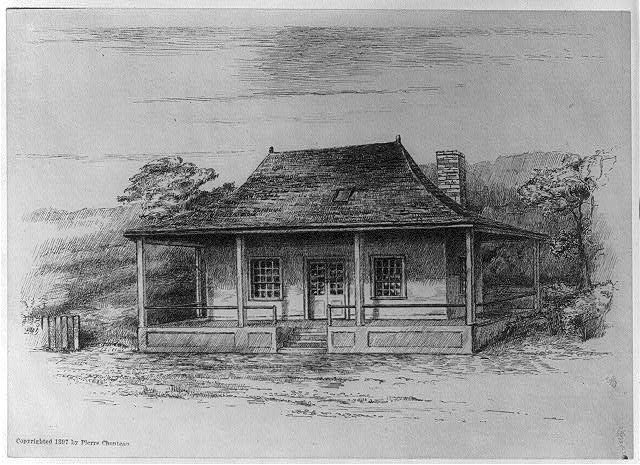
Casa di Lisa a Saint Louis

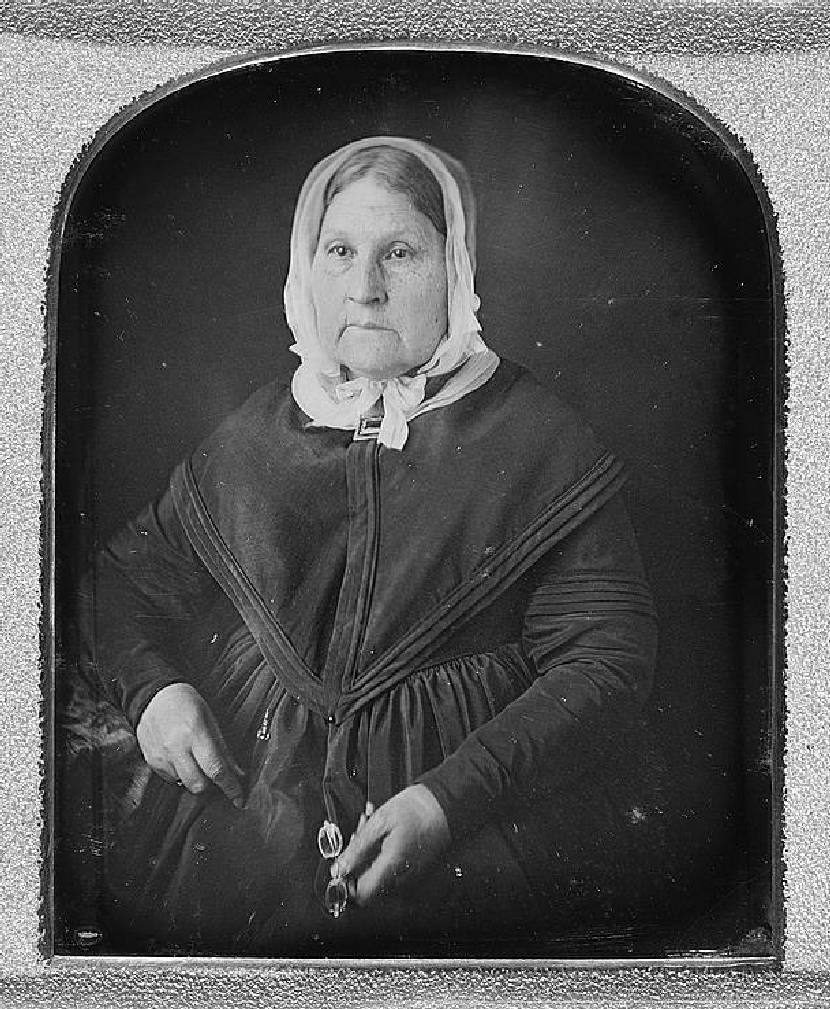
Mary Manuel Lisa

A Saint Louis Lisa era considerato un alleato della élite terriera. Divenne più amico degli importanti statunitensi di Saint Louis, compresi Edward Hempstead, avvocato e proprietario terriero e Thomas Hart Benton, editore del St. Louis Enquirer. Nell'autunno del 1817, mentre il commerciante era impegnato in una spedizione lungo il Missouri, la prima moglie Polly Lisa morì.
Nel 1818 Lisa era fra i residenti di Saint Louis che decisero di dare il benvenuto al neo arrivato vescovo Louis William Du Bourg. Decise di rendere Saint Louis la sede episcopale della diocesi di Louisiana e Florida. Lisa ed altre famiglie creole racimolarono i soldi per la costruzione di una chiesa (oggi chiamata vecchia cattedrale) nei pressi del fiume. Dopo il ritorno dalla spedizione di quell'anno, il 5 agosto 1818, Lisa sposò la vedova Mary Hempstead Keeny (sorella di Edward Hempstead). Come segno del livello sociale di Lisa, Pierre Chouteau fu suo testimone nel suo secondo matrimonio.
Dopo aver vissuto un anno a Saint Louis Lisa portò Mary con sé a passare l'inverno del 1819-1820 a Fort Lisa in Nebraska (Mary Lisa divenne la prima donna di discendenza europea a risalire così tanto il fiume Missouri). Quando i due arrivarono, Lisa fece allontanare dal forte la seconda moglie Mitain.
Al tempo della sua spedizione del 1819 Lisa aveva sviluppato forti legami con Omaha, Ponca, Yankton e Teton Sioux, Mandan ed Arikara. Fu importante per l'espansione del "confine commerciale di Saint Louis" fino ai fiumi Yellowstone e Bighorn ed alle tribù in precedenza sotto l'influenza britannica. Nel 1829 la Missouri Fur Company aveva investito un capitale di circa 10 000 dollari, il valore più alto tra le ditte del tempo.
Nonostante Lisa sia tornato a Saint Louis in buona salute nell'aprile 1820, si ammalò poco dopo. La sconosciuta malattia ne provocò la morte a Sulphur Springs (oggi parte di Saint Louis) il 12 agosto 1820. Fu sepolto nel cimitero di Bellefontaine nella cappella della famiglia Hempstead. Nonostante il suo testamento prevedesse 2 000 dollari per ogni figlio al raggiungimento della maggiore età (compresi i figli avuti da Mitain), non esistono prove che questi ricevettero del denaro. Lo storico Chittenden crede che Lisa avesse lasciato pochi beni nella sua tenuta.
Dopo la sua morte Joshua Pilcher guidò la Missouri Fur Company con vari nomi fino al 1830 circa. Nel 1830 John Jacob Astor acquisì il monopolio con la propria American Fur Company. Quando il commercio delle pelli subì un declino Pilcher sciolse la Missouri Fur Company.